# IC 4617
IC 4617 је спирална галаксија у сазвјежђу Херкул која се налази на листи објеката дубоког неба у Индекс каталогу.
Деклинација објекта је + 36° 41' 3" а ректасцензија 16h 42m 8,1s. Привидна величина (магнитуда) објекта IC 4617 износи 15,2 а фотографска магнитуда 16,0.